# Фенольная
Фенольная (укр. Фенольна) — станция Донецкой железной дороги. Находится в пгт Нью-Йорк (Донецкая область).
Станция находится в 7 км от города Торецк (железнодорожная линия Ясиноватая — Константиновка), в 67 км от Донецка.
Связывает Торецк с такими городами, как:
- Славянск
- Краматорск
- Константиновка
- Лиман
- Харьков

В непосредственной близости к станции в 1916 году сооружён фенольный завод. Ныне он носит название Дзержинский фенольный завод.
С 2014 года является конечной для всех пригородных электропоездов северного направления, железнодорожное сообщение с Донецком, Ясиноватой временно прекращено.

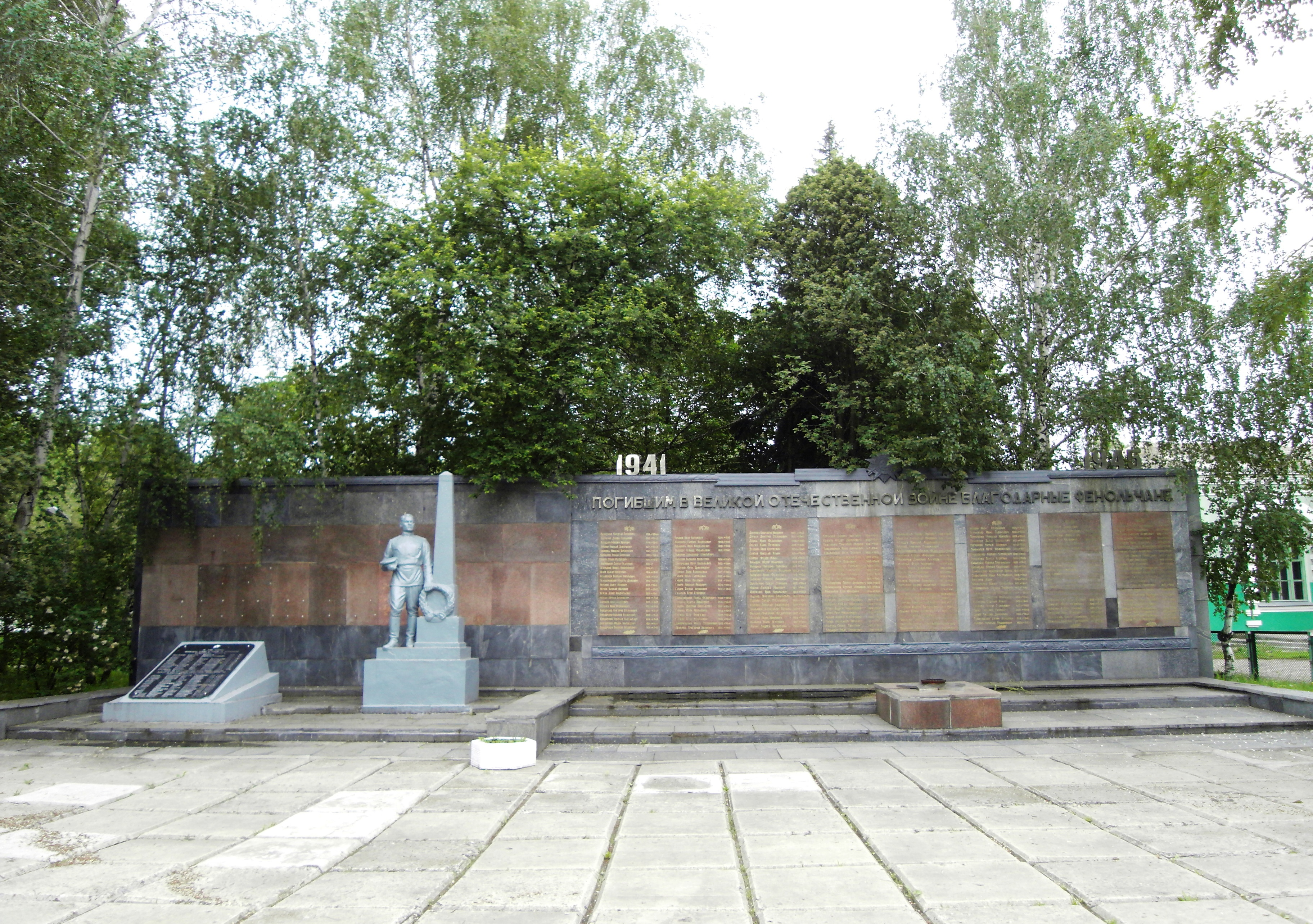
Памятник на братской могиле борцов за советскую власть, работников милиции, членов ревкома, советских воинов — площадь станции Фенольной